# Weicher Storchschnabel
Der Weiche Storchschnabel (Geranium molle) ist eine Pflanzenart aus der  Familie der Storchschnabelgewächse (Geraniaceae). 

## Beschreibung
Der Weiche Storchschnabel ist eine einjährige krautige Pflanze, die Wuchshöhen von 10 bis zu 45 cm erreicht. Er ähnelt dem Kleinen Storchschnabel sehr. Die Stängelblätter sind meist wechselständig angeordnet, ihre Blattspreiten sind fünf- bis neunteilig. Es sind Nebenblätter vorhanden.
Die paarweise stehenden Blüten sind zwittrig, radiärsymmetrisch und fünfzählig. Die fünf kurz bespitzten, behaarten, grünen Kelchblätter sind meist 2,5 bis 5,5 (1 bis 6) mm lang. Die rosa bis purpur-rot gefärbten Kronblätter sind etwa 3 bis 8,5 (selten bis 10,5) mm lang, tief ausgerandet und länger als der Kelch. Die fünf Nektarien bilden einen Ring. Die Narben sind violett. Die Spaltfrucht ist 0,8 bis 1,4 cm lang. Die Fruchtklappen sind meist kahl und zart querrunzelig.
Die Chromosomenzahl beträgt 2n = 26.

## Vorkommen
Der Weiche Storchschnabel stammt ursprünglich aus dem mediterranen und submediterranen Raum, ist jedoch mittlerweile auch in anderen Teilen Europas eingebürgert. Er wächst bevorzugt auf sonnigen lockeren Rasen auf  Kultur- und Brachland sowie Sanddünen. Er ist zumeist auf Sandböden verbreitet, an relativ trockenen Ruderalstellen und teils gestörten Wiesen. Die Pflanze gilt zudem als Kulturfolger des Menschen. Er ist des Weiteren in Teilen West-Asiens und Nordamerikas verbreitet.
Der Weiche Storchschnabel kommt in Mitteleuropa vor allem in Gesellschaften des Verbands Cynosurion, seltener in denen des Verbands Alliarion oder der Klasse Chenopodietea vor.  Er steigt im Tessin bis 1000 Meter und im Berner Oberland bis 1300 Meter Meereshöhe auf.
Die ökologischen Zeigerwerte nach Landolt et al. 2010 sind in der Schweiz: Feuchtezahl F = 2+ (frisch), Lichtzahl L = 4 (hell), Reaktionszahl R = 3 (schwach sauer bis neutral), Temperaturzahl T = 4 (kollin), Nährstoffzahl N = 3 (mäßig nährstoffarm bis mäßig nährstoffreich), Kontinentalitätszahl K = 2 (subozeanisch), Salztoleranz 1 = tolerant.

## Ökologie
Er ist einjährig überwinternd oder sommerannuell. Die Blütezeit reicht von Mai bis Oktober. Die oft vormännlichen Blüten werden von Hautflüglern bestäubt. 
Bei der Fruchtreife lösen sich die Fruchtklappen mit den Grannen durch Austrocknen plötzlich von der Mittelsäule. Die Granne rollt sich dabei ein, trennt sich vom Fruchtfach und schleudert dieses mitsamt dem darin liegenden Samen weg (Autochorie) oder die Samen bleiben an Tieren haften und werden auf diese Weise fortgetragen.
Der Weiche Storchschnabel wurzelt bis 50 Zentimeter tief.

## Taxonomie
Der wissenschaftliche Name Geranium molle wurde 1753 von Carl von Linné in Species Plantarum erstveröffentlicht.

## Synonyme
Synonyme entsprechend der Plant List:
- Geranium abortivum De Not. ex Ces.

- Geranium album Picard
- Geranium argenteum Lucé
- Geranium leiocaulon Ledeb.
- Geranium lucanum Gasp. ex Nyman
- Geranium luganense Chenevard ex Schroet.
- Geranium macropetalum (Boiss.) Posp.
- Geranium malvifolium Schleich.
- Geranium molle subsp. sinjaricum Al-Shehbaz & Al-Khakani
- Geranium molle subsp. stipulare (Kunze) Soó
- Geranium molle var. album Picard
- Geranium molle var. annuum Schur
- Geranium molle var. caespitosum N.Terracc.
- Geranium molle var. macropetalum Boiss.
- Geranium molle var. parvulum Ten.
- Geranium molle var. stipulare (Kunze) Holmboe
- Geranium molle var. subperenne Schur
- Geranium oenense Borbás ex Hallier
- Geranium pseudovillosum Schur
- Geranium pyrenaicum subsp. villosum Nyman
- Geranium stipulare Kunze
- Geranium villosum Ten.
- Geranium villosum var. villosissimum Ten.

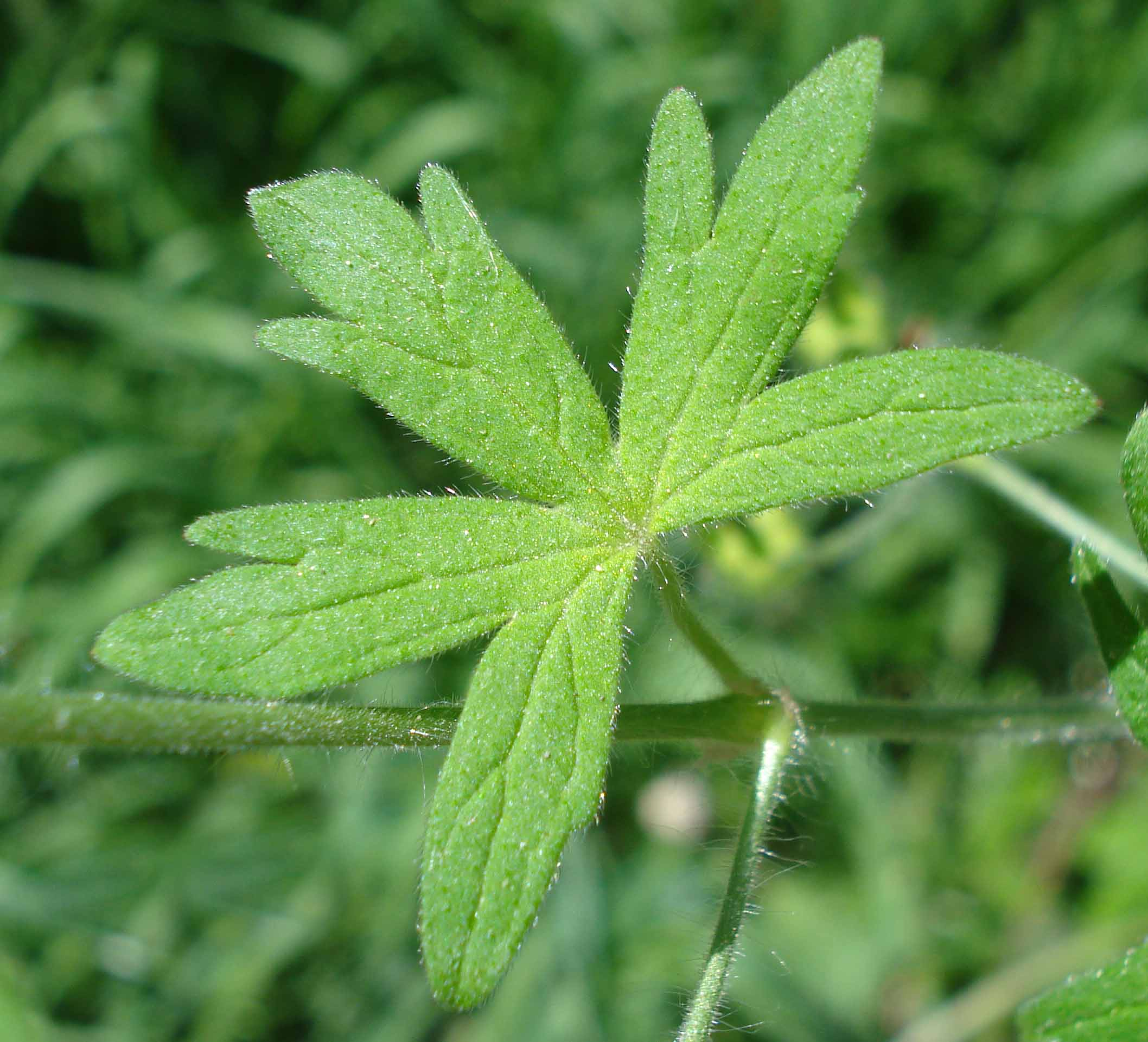
Laubblatt
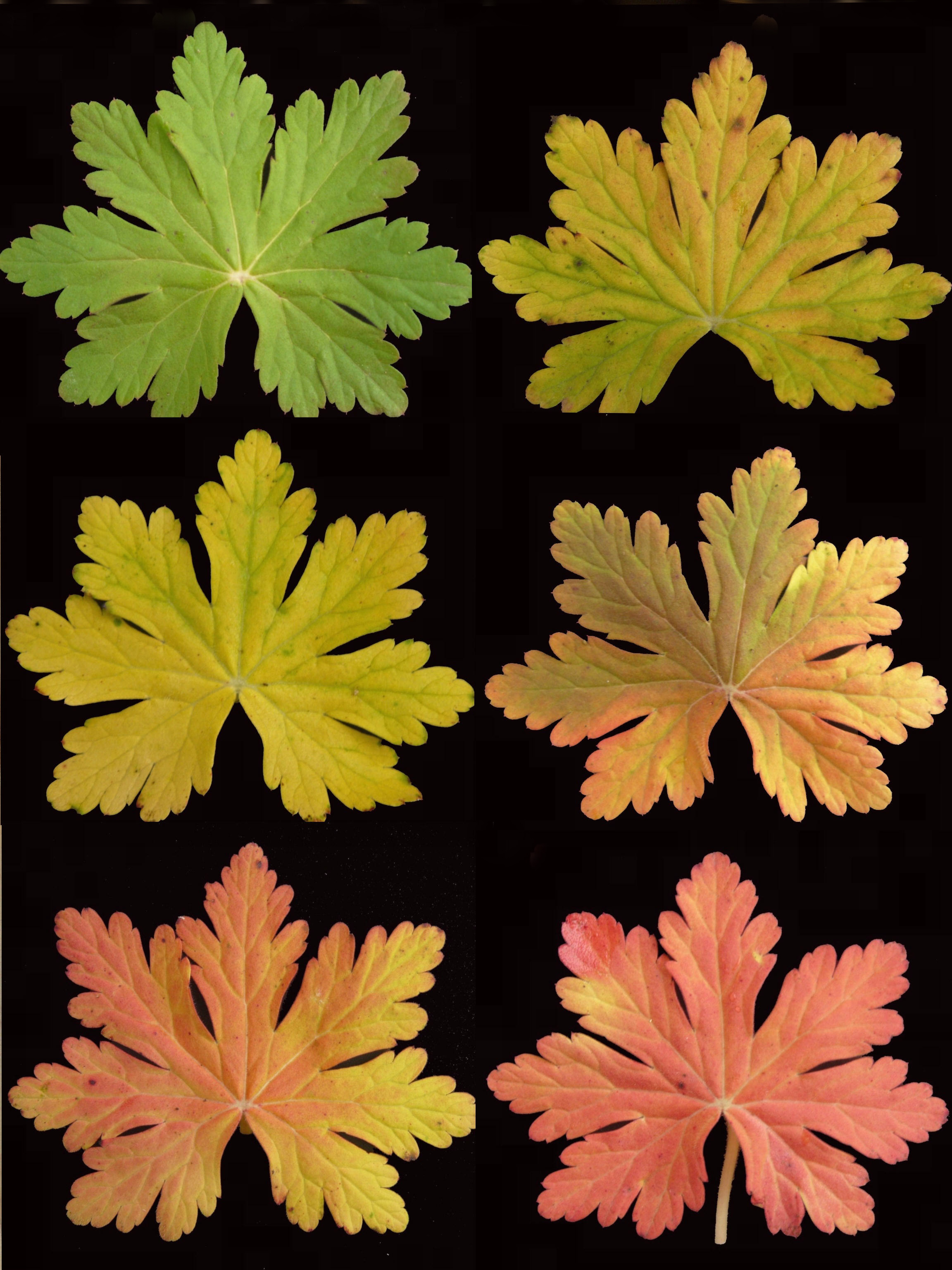
Blattfärbung vom Frühling (links oben) bis zum Herbst (rechts unten)
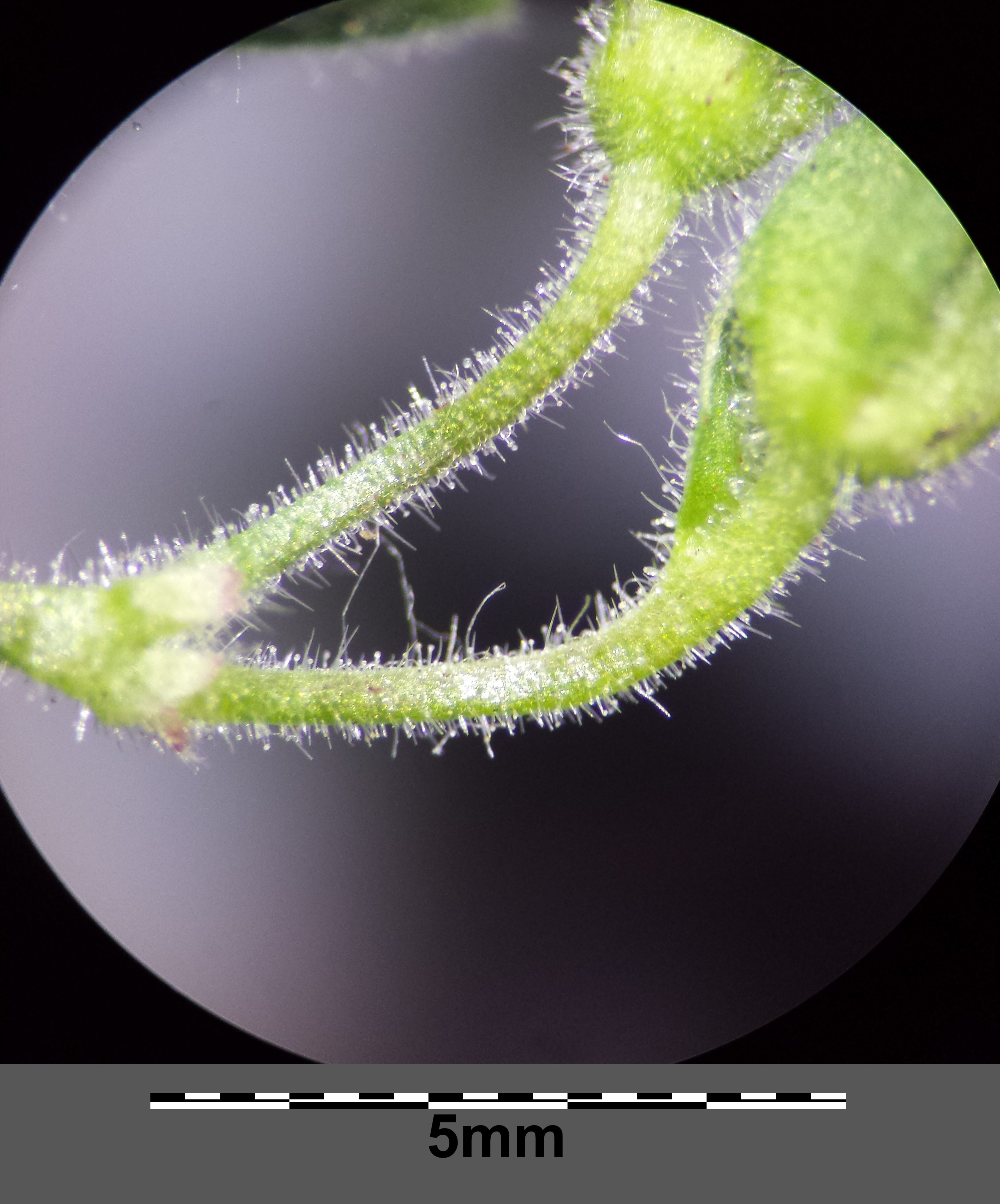
Die Blütenstiele sind (drüsig) behaart..
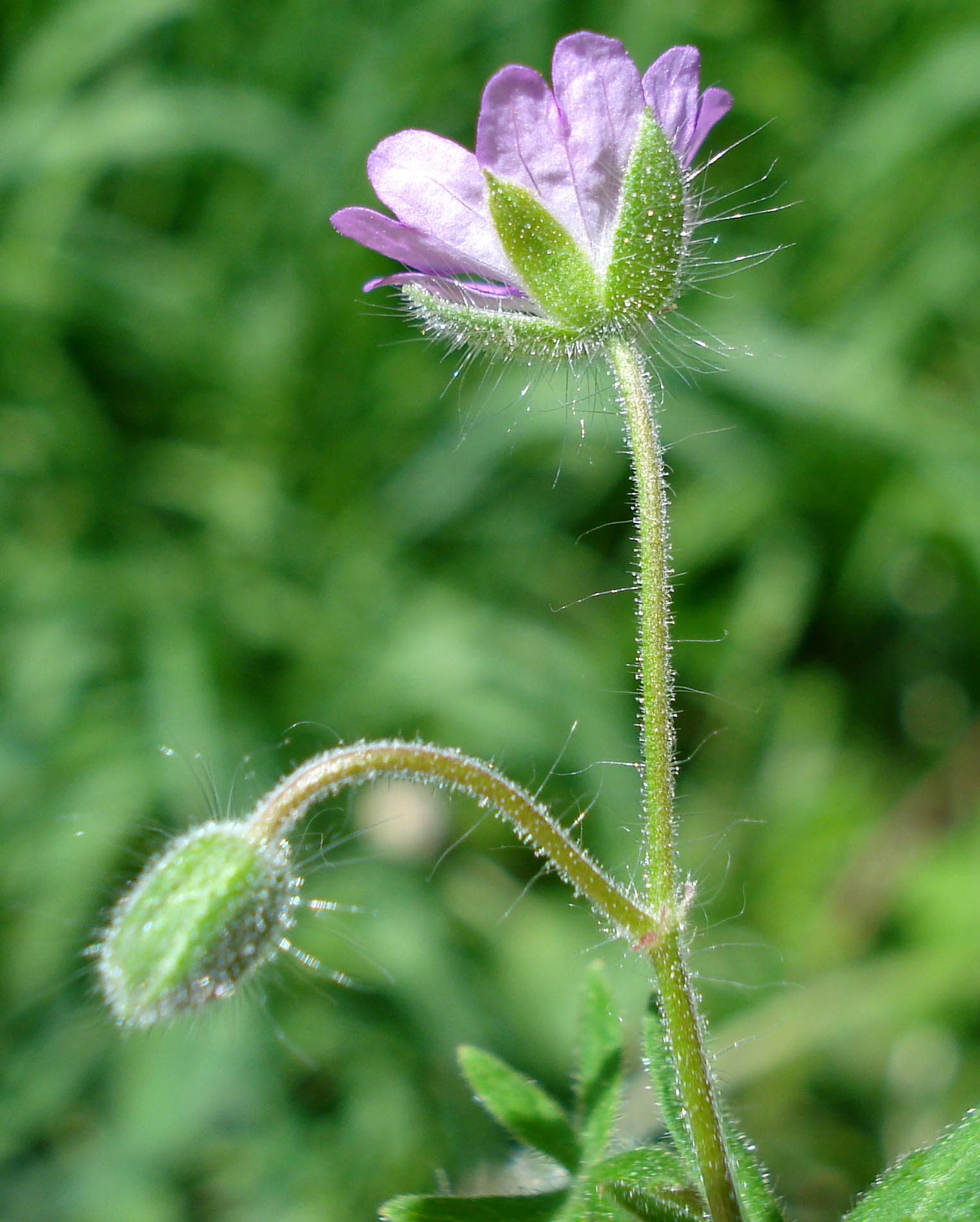
Rückseite der Blüte
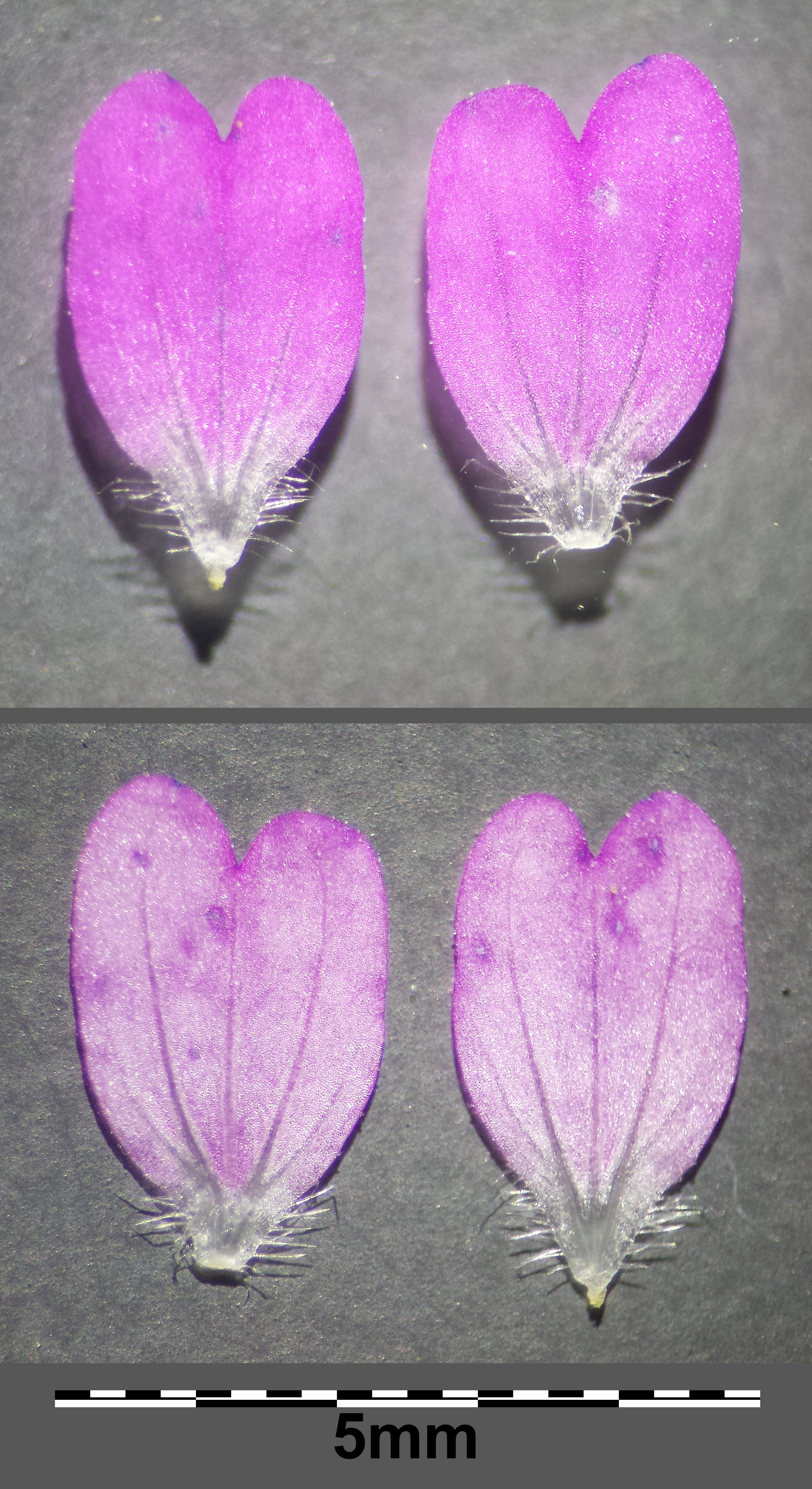
Die Kronblätter sind tief und spitz ausgerandet.
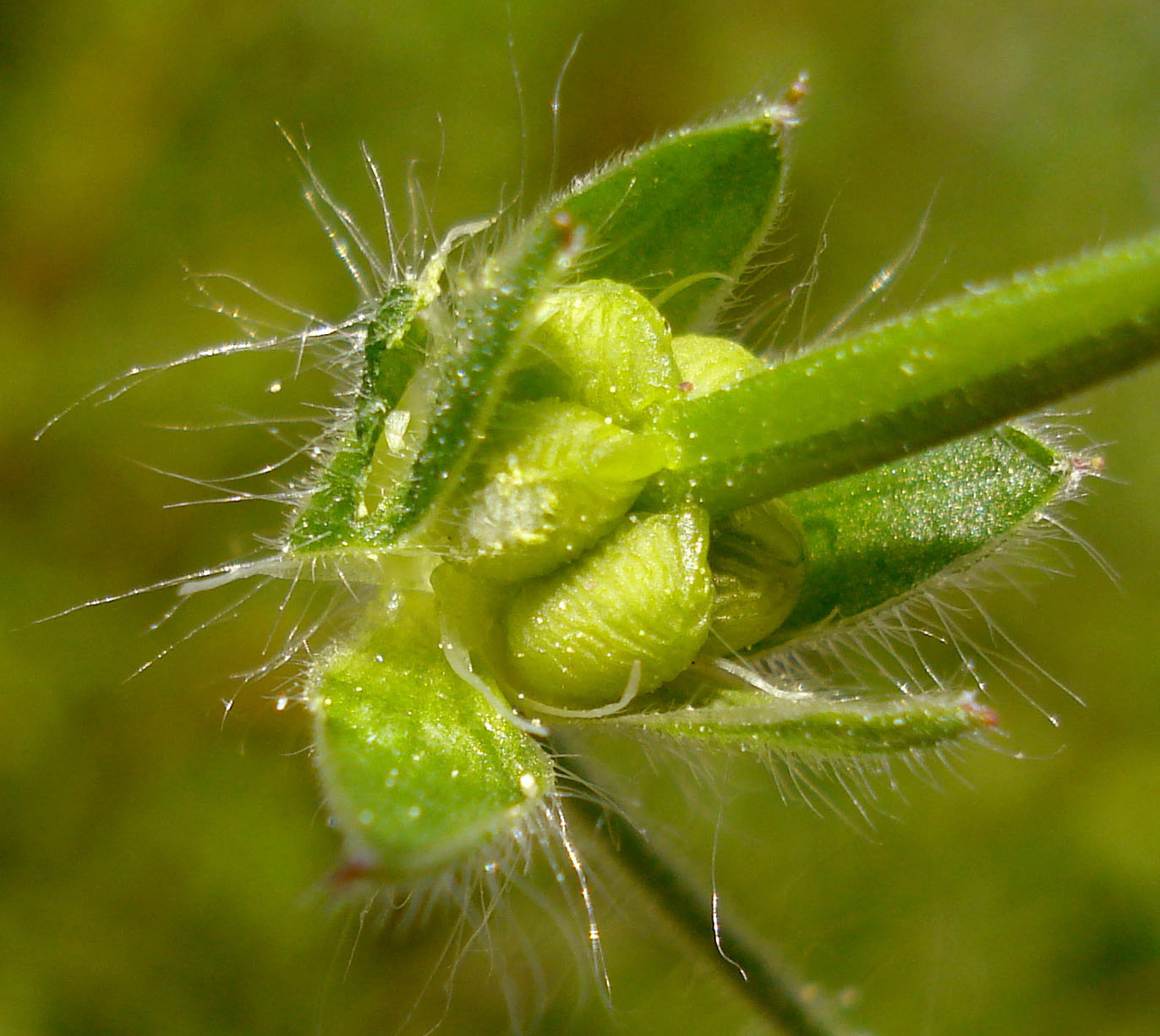
Unreife Fruchtklappen
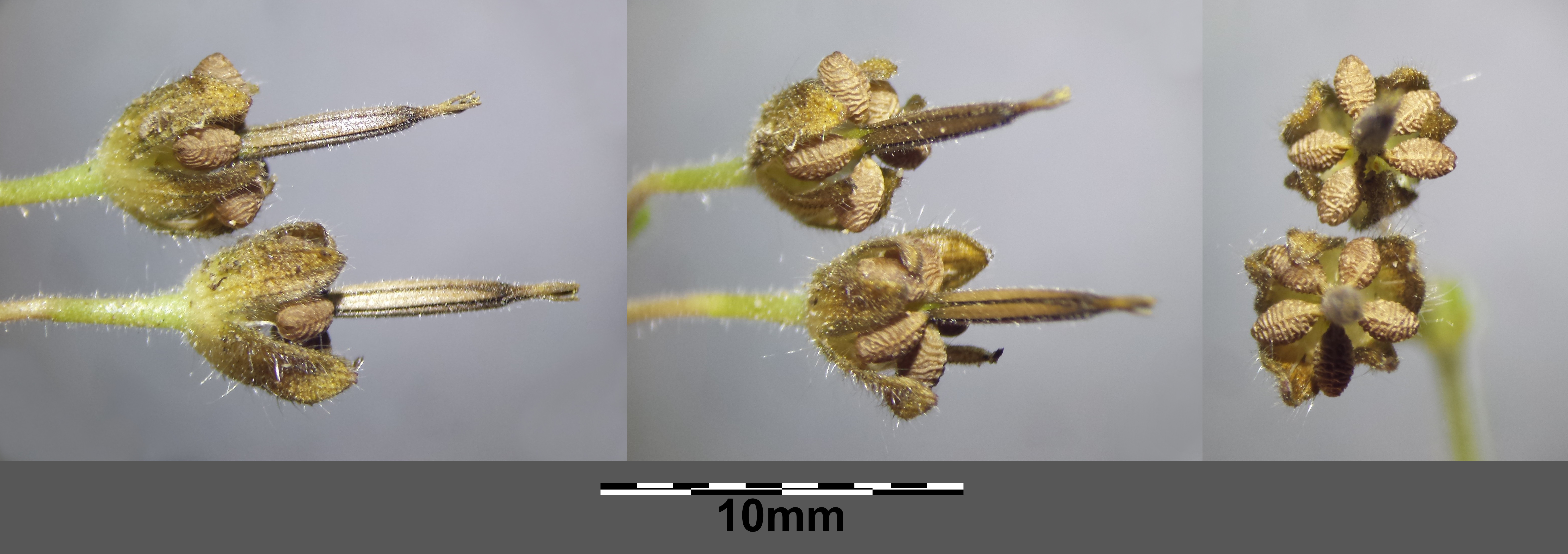
Reife Früchte
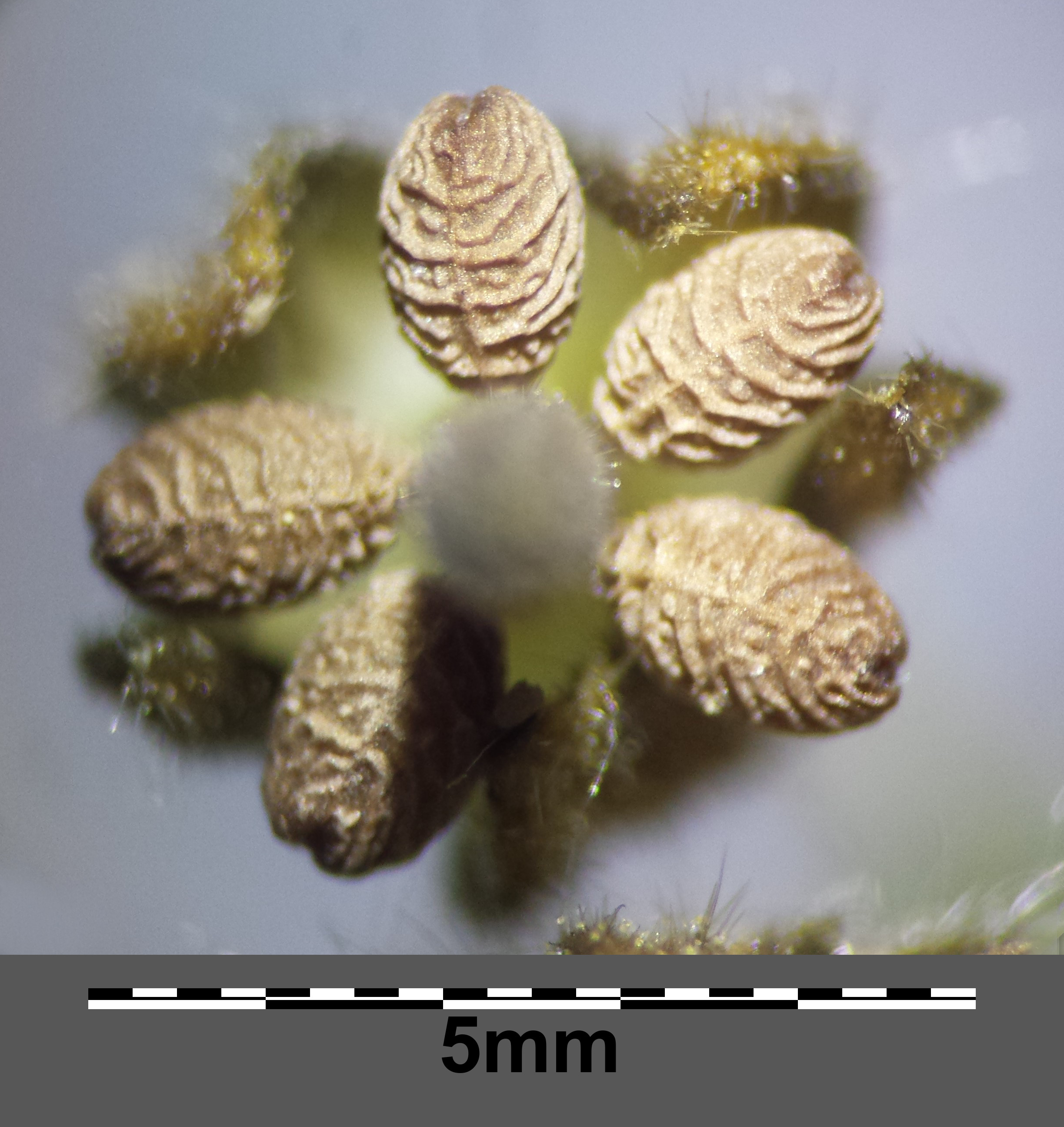
Die Fruchtklappen sind kahl und deutlich querrunzelig.
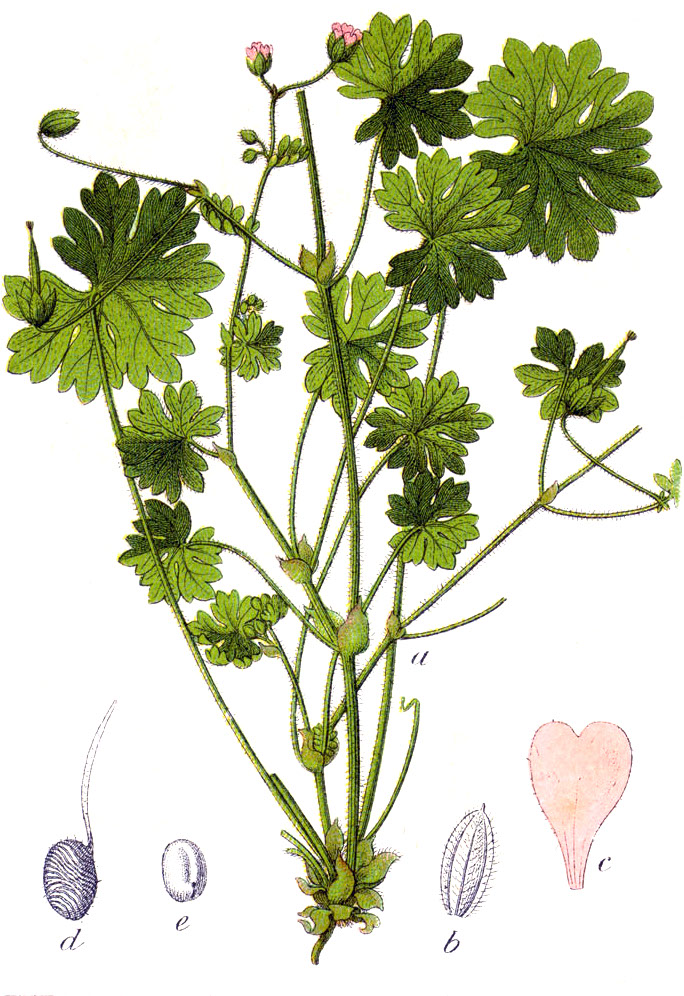
Habitus